# Olu Ashaolu
Oluseyi Adebayo Ashaolu, detto Olu (Lagos, 18 aprile 1988), è un cestista canadese con cittadinanza nigeriana.

## Statistiche

### College
| Anno      | Squadra       | PG  | PT | MP   | TC%  | 3P%  | TL%  | RP  | AP  | PRP | SP  | PP   |
| --------- | ------------- | --- | -- | ---- | ---- | ---- | ---- | --- | --- | --- | --- | ---- |
| 2008-2009 | L.T. Bulldogs | 33  | 9  | 18,9 | 48,6 | 16,7 | 56,2 | 4,3 | 0,6 | 0,5 | 0,2 | 5,3  |
| 2009-2010 | L.T. Bulldogs | 35  | 34 | 28,0 | 53,4 | 25,0 | 47,2 | 8,1 | 1,1 | 0,7 | 0,2 | 10,7 |
| 2010-2011 | L.T. Bulldogs | 32  | 32 | 30,9 | 52,8 | 29,3 | 60,3 | 9,4 | 1,6 | 1,0 | 0,3 | 14,2 |
| 2011-2012 | Oregon Ducks  | 34  | 10 | 20,1 | 56,5 | 9,1  | 53,5 | 5,2 | 0,8 | 0,5 | 0,5 | 9,2  |
| Carriera  | Carriera      | 134 | 85 | 24,5 | 53,1 | 24,4 | 54,6 | 6,7 | 1,0 | 0,7 | 0,3 | 9,9  |

## Palmarès
- All-CEBL Second Team (2020)